# ミジケンダ
ミジケンダ（Mijikenda）は、北はソマリア国境、南はタンザニア国境にまで分布している、ケニア海岸部の9つのエスニック・グループの総称である。歴史的には、これらのエスニック・グループは「低木地の人々」（bush people）を意味するスワヒリ語でワ・ニイカ（Wa Nyika）と呼ばれていたが、1940年代以降に彼ら自身の意識の高まりからミジケンダを名乗るようになった。「ミジケンダ」とは「9つの町々」の意味である。
ミジケンダを構成する9つのエスニック・グループ（サブ・トライブ）とは、ディゴ（Digo）、チョニ（Chonyi）、カンベ（Kambe）、ドゥルマ（Duruma）、カウマ（Kauma）、リベ（Ribe）、ラバイ（Rabai）、ジバナ（Jibana）、ギリアマ（Giriama）で、ディゴ人のみはタンザニアにも居住している。
彼らは、シュングワヤ（Shungwaya）と呼ばれる伝説の地から現在の地に移住して来たという共通の起源伝承を持ち、言語的にも似通っている。また、かつては宗教上の重要な存在でもあった要塞村（カヤ）で暮らしていたが、それらのカヤには、2008年にユネスコの世界遺産リストに登録されたものがある。